# Grafmonument van Jo van Heutsz
Het Grafmonument van Jo van Heutsz is een gedenkteken geplaatst op begraafplaats De Nieuwe Ooster in Amsterdam-Oost.
Het is een zogenaamd praalgraf voor de Nederlands militair Jo van Heutsz overleden op 11 juli 1924 in het Zwitserse Montreux en in Clarens begraven. Op de grens van 1924 en 1925 werd een comité opgericht ter nagedachtenis van deze militair en wel om te komen tot een monument. Het comité zamelde geld in voor dit graf (destijds omschreven als “van eenvoudig karakter”) en een monument. In juli 1925 was er voldoende geld ingezameld om de opdracht te verstrekken. Een uitgelezen jury zou de inzendingen van deze besloten wedstrijd beoordelen: Jan Bronner, Marinus Jan Granpré Molière, Jan Gratama, Allard Remco Hulshoff en Joseph Mendes da Costa, ondersteund door een uitvoerend comité waarvan Henriëtte van Dam van Isselt, hoofdcommies secretarie van de Gemeente Amsterdam secretaresse was. Voor de beelden waren uitgenodigd de beeldhouwers Hendrik van den Eijnde, Bon Ingen-Housz en Lambertus Zijl; de bijbehorende architecten Willem Kromhout en Hendrik Wijdeveld. Er was vrijwel direct commentaar op de besloten wedstrijd; er konden geen anderen meer meedoen.
In november 1925 werd bekend dat de jury de voorkeur had uitgesproken voor het werk Atjeh, dat naast Palm, Mentien en Ad aeternam gloriam was ingediend. Opening van het couvert leerde dat Bon Ingen-Housz gewonnen had, die overigens zelf architect Dirk Roosenburg had ingeschakeld. Beiden waren leraren aan de Academie van Beeldende Kunsten in Den Haag. Er volgde in 1926 de opdracht voor een monument uit rood Zweeds graniet. Het gebouw zou de afmeting krijgen van 4 (lengte) bij 4 (hoogte) bij 3 meter (breedte). In eerste instantie was gerekend op oplevering in de zomer van 1926, maar vanwege de late opdracht was dat niet meer mogelijk. Er kwam een einddatum in laat 1926, maar ook deze werd niet gehaald. In januari 1927 was de schatting dat op 9 juni 1927 de plechtigheden waaronder een herbegraving of bijzetting konden plaatsvinden. Op 6 juni 1927 kwam het stoffelijk overschot per trein aan vanuit Clarens en werd opgebaard in het Paleis op de Dam om drie dagen later per militair escorte onder leiding van T.F.J. Muller Massis overgebracht te worden naar De Nieuwe Ooster. In de gelederen van de Communistische Partij Nederland onder leiding van Louis de Visser was er protest tegen deze verering.
Opmerkelijk is te noemen dat in juli 1936 een kranslegging bij het grafmonument plaatsvond ter nagedachtenis, dat Van Heutsz tien jaar eerder was overleden.
Het op 12 januari 2004 in het monumentenregister opgenomen graf bestaat uit drie delen. De grafkelder is gebouwd van granieten blokken en ligt verdiept; een hardstenen trap leidt naar een ijzeren toegangsdeur. De bovenbouw is van gebouchardeerd graniet en begint bij een rusticasokkel verder taps naar boven. Bij de ingang van de grafkelder staan twee dodenwachters/krijgers met gevouwen handen waartussen een zwaard. Het grafmonument is afgewerkt met de naam Van Heutz boven de toegang, in de typografie van de jaren twintig. Ze zijn bevestigd onder het fronton. Aan de achterzijde bevinden zich eveneens twee gehouwen portretten (één met Mercuriusstaf, de ander met stavenbundel) met daartussen een inscriptie over Van Heutsz en zijn vrouw Maria Henriëtte van de Zwaan, die overigens gecremeerd was.
Het grafmonument werd tot rijksmonument verklaard vanwege haar cultuur- en funeriair historische waarde. De originele plek had het grafmonument in 2003 al verlaten; men gaf destijds de voorkeur aan de spiegelfunctie van de hoofdas van de begraafplaats. Van Heutsz was toen al een aantal jaren omstreden. In 2008 kreeg het in overleg met Bureau Monumenten en Archeologie van Gemeente Amsterdam en de Rijksdienst voor de Monumentenzorg een nieuwe plek. Het Parool omschreef het in 2023 ook wel als een "Mausoleum van een dictator".

Plechtigheid 9 juni 1927

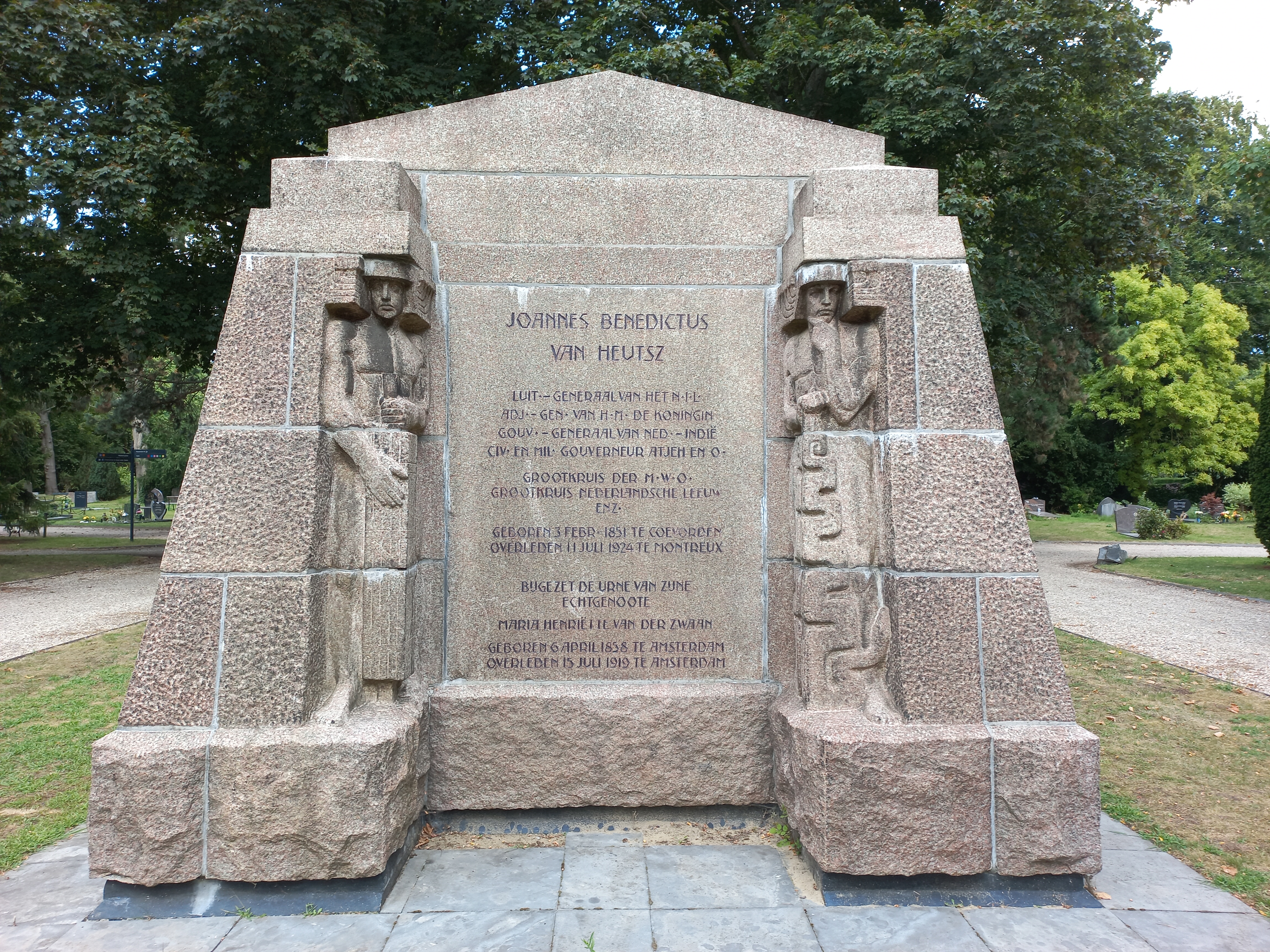
Achterzijde om inscriptie (augustus 2022)